# 225-й окремий штурмовий полк (Україна)
225-й окремий штурмовий полк (225 ОШП) — військове формування Збройних сил України чисельністю в полк.
У березні 2022 року після початку російського вторгнення у Харкові був створений 225-й батальйон 127-ї бригади ТрО. Воював у Харкові, під Бахмутом. Після боїв під Бахмутом перетворений на окремий штурмовий батальйон. Воював під Авдіївкою, Часовим Яром. З серпня 2024 року воював у Курській області як підрозділ прориву. У лютому 2025 року батальйон переформований на 225-й окремий штурмовий полк.

## Історія
8 березня 2022 року у складі новоствореної 127-ї бригади територіальної оборони міста Харкова було сформовано 225-й батальйон.
Після звільнення Харківщини, частина бригади висунулася на Донеччину і воювала на Бахмутському напрямку.
Відвоювавши кілька місяців у Бахмуті, 225-й батальйон перейшов у підпорядкування сухопутних військ як окремий штурмовий. У ньому служили переважно мешканці різних районів Харкова та області.
З 14 по 18 лютого 2024 року, перебуваючи у складі ОТУ «Донецьк» в оперативному підпорядкуванні 110-ї окремої механізованої бригади, 225 ОШБ виконував надважливе завдання з утримання «дороги життя», якою українські війська виходили з міста Авдіївка. Підрозділ запобіг просуванню ворога до Торецька. Зокрема, батальйон обороняв Ласточкине.
25 березня 2024 року батальйон долучився до битви за Часів Яр.
У травні 2024 року батальйон захопив російський сучасний танк Т-90М «Прорыв».
9 липня 2024 стало відомо, що бійці 225-го окремого штурмового батальйону та 223-го батальйону морської піхоти вийшли з 70-денного оточення на напрямку Часового Яру.
В липні 2024 батальйон розширив особовий склад.
До 1 серпня 2024 року батальйон стримував противника під Часовим Яром, де єдиний залишався за каналом.
На початку серпня 2024 стало відомо, що батальйон бере участь у боях в Курській області і увійшов на територію Курщини 6 серпня 2024. За словами Олександра Коваленка, підрозділи батальйону з перших днів операції відповідали за прорив російської оборони і вклинювання якнайглибше в Курську область РФ.
У перші дні наступу батальйон взяв під контроль село Дар'їно.
11 серпня батальйон взяв групу із близько 8 полонених, імовірно пункту управління 18-го мотострілецького батальйону 488-го мотострілецького полку 144-ї мотострілецької дивізії.

13 серпня підрозділ «Чорний Лебідь» батальйону взяв під контроль населений пункт Любимівка Курської області та розбив підрозділ «кадирівців».
15 серпня батальйон заявив, що продовжує наступ на Курщині, і опублікував відео із взяттям росіян в полон. 17 серпня батальйон виклав відеозвернення одного з полонених, командира роти, із його проханням обміняти його на полонених азовців, захисників Маріуполя.
27 серпня батальйон взяв в полон одного кадирівця і одного темношкірого командира гранатометного розрахунку.
9 вересня батальйон опублікував відео із ще одним полоненим на Курщині.
25 вересня російські пропагандисти на телебаченні назвали батальйон елітним і оснащеним «найкращою західною технікою».
За оцінкою Олександра Коваленка, 225-й батальйон був одним із основних проривних підрозділів Курської операції.
5 жовтня 2024 року Іван Козін («Котельва»), командир групи, не допустив прориву лінії оборони у районі Новоіванівки на Курщині. Підрозділ стримав наступ російських військ, провів контратаку, здійснив маневр у тил противника, захопив висоту та перекрив логістичні шляхи росіян. Операція дозволила українським силам взяти під контроль важливу ділянку фронту та зірвати подальший наступ противника на цьому напрямку.
4 лютого 2025 року 225-й штурмовий батальйон переформували на 225 окремий штурмовий полк.
На початку лютого 2025 року відбулися перші бойові зіткнення 225 ОШП із військовослужбовцями армії КНДР в Курській області. Зокрема, тільки 8 лютого північнокорейські солдати від 5 до 7 разів штурмували позиції полку. Всі вони були відбиті. За словами командира полку Олега Ширяєва, станом на другу половину березня 2025 року 225 ОШП на Курщині мав «нормальне тактичне положення».
22 червня 2025 полк повідомив про звільнення села Андріївка на Сумщині 
6 серпня 2025 президент Володимир Зеленський відвідав пункт управління 225-го окремого штурмового полку у Сумській області 

## Структура
- 1-й штурмовий батальйон[28]
  - ударна група «Чорний лебідь»[29]
- підрозділ «Тур»[30]
- ББпАС «Pentagon»[31][32]

## Командування
- майор Ширяєв Олег Вікторович «Сірко»[33]

## Озброєння
- 20 од. Marder 1А3[34][35]
- M2 Bradley[29]
- 15 од. Козак-2М1[34]
- 25 од. Козак-5[34]
- трофейний БТР-Д[30]
- трофейний Т-90М «Прорив»[36]

## Втрати
- 20 лютого 2024 — Рибний Владислав Геннадійович («Риба»). 31 рік, м. Обухів. Загинув в районі населеного пункту Ласточкине Покровського району Донецької області.[37]
- 14 вересня 2024 — Гулій Любомир, молодший сержант, командир штурмового відділення. Загинув біля села Новий Путь Курської області.[38]

- 29 вересня 2024 — Мінаєв Дмитро. 11.09.1996, м. Львів.[39]
- 11 жовтня 2024 — Пелих Павло. 8.07.1979, м. Львів.[40]
- 9 листопада 2024 — Лов'ян Сергій Степанович («Льовік»). 31.07.1982, с. Качин. Загинув біля села Новоіванівка Курської області.[41][42]
- 10 листопада 2024 — Ослюк Максим Ігорович («Сонік»), молодший сержант. 11.06.1999, с. Медвідка. Загинув біля села Новоіванівка Курської області, внаслідок мінометного обстрілу позицій.
- 30 грудня 2024 — Павлище Назар. 20.04.1992, м. Дубляни.[43]
- 18 травня 2025 -  Іван Крамаров, 38 років, солдат. Загинув поблизу Іскрисківщини на Сумщині[44].
- 4 червня 2025 - Василь Довбиш, 26 років, молодший сержант, командир відділення безпілотних авіаційних комплексів розвідувального взводу. Загинув поблизу населеного пункту Білопілля Сумської області[45].

## Вшанування

### Нагороджені
Найвищими державними нагородами відзначені:
- Олег Ширяєв — командир 225-го батальйону. Герой України (2024).[46][47]
- Іван Козін («Котельва») — командир роти. Срібна дубова гілка до Хреста бойових заслуг (2025). Став першим військовослужбовцем в історії Збройних сил України, удостоєним цієї нагороди.[21][22] Герой України (2025).